# Titov (cràter)
Titov és un cràter d'impacte relativament petit pertanyent a la cara oculta de la Lluna. L'aspecte més destacable d'aquest cràter és que es troba totalment dins de la Mare Moscoviense, un dels pocs mars lunars de la cara oculta de la Lluna. Es troba a nord-oest del cràter Komarov, a la meitat nord del mar lunar.

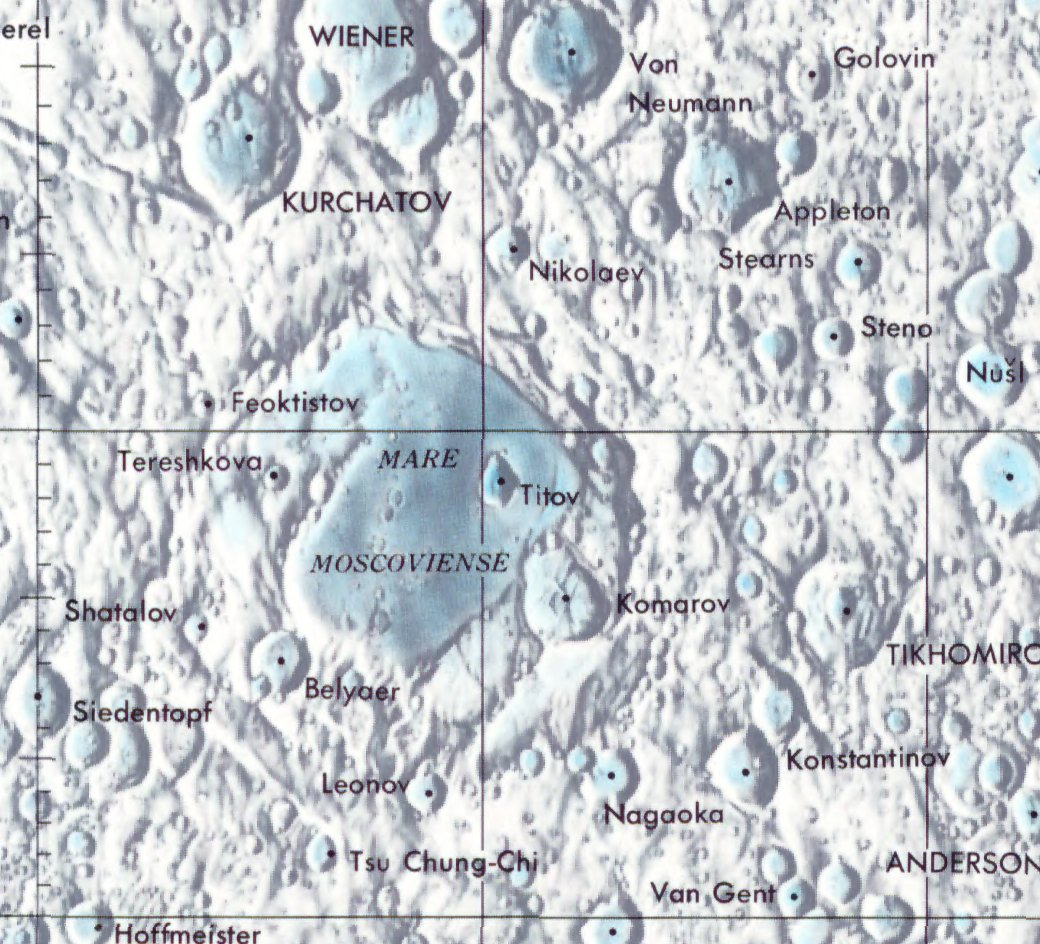
Localització de Titov (centre de la imatge, dins de la Mare Moscoviense)
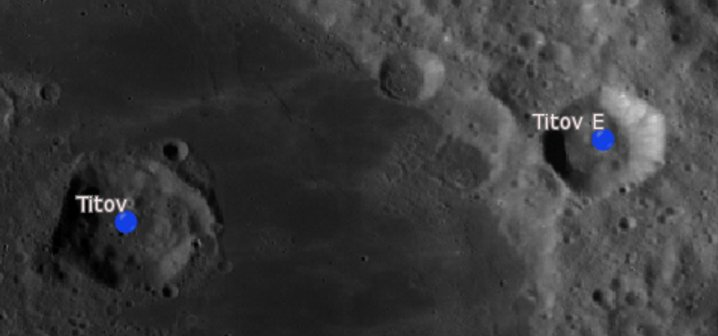
Cràters satèl·lit
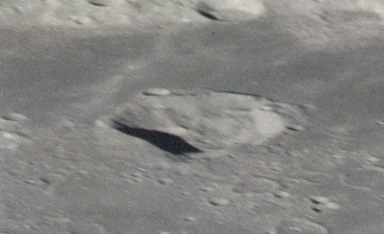
Fotografia de la missió Apollo 13

Es tracta d'un cràter desgastat que està gairebé totalment envoltat per fluxos de lava basàltica. L'interior d'aquest cràter ha estat reconstituït per la lava, per la qual cosa el sòl té el mateix albedo que el terreny circumdant. Presenta un petit impacte en la vora exterior nord-est.
Aquest cràter apareix etiquetat com a «Troy» en alguns mapes antic.
Deu el seu nom al cosmonauta soviètic Guérman Titov, la segona persona en orbitar la Terra.

## Cràters satèl·lit
Per convenció aquests elements són identificats en els mapes lunars posant la lletra en el costat del punt central del cràter que està més proper a Titov.
| Titov | Coordenades                            | Diàmetre |
| ----- | -------------------------------------- | -------- |
| E     | 29° 06′ N, 153° 54′ E / 29.1°N,153.9°E | 22 km    |